# Noètica
En filosofia, el terme noètica es refereix a tot el que té a veure amb el pensament, especialment, l'objectiu i intel·ligible. S'usa, habitualment, en relació amb Aristòtil, la noètica seria la seva doctrina de la intel·ligència (de l'intel·lecte, de l'enteniment).
La paraula prové del verb grec noew (infinitiu, noein, el substantiu seria nous), que significa "veure discernint", d'on es deriva "pensar". Entre els filòsofs grecs, era freqüent utilitzar el verb amb un significat proper a "intuir", en el sentit de veure intel·ligible  o veure pensant: allò objecte de noein és aprehès directament i infal·liblement tal com és.